# 瓦夫尔城
瓦夫尔城（法語：Ville-en-Woëvre，發音：[vil ɑ̃ wavʁ]），法国东北部市镇，位于大东部大区默兹省，隶属于凡尔登区，其市镇面积为14.18平方公里，2022年1月1日时人口数量为130人，在法国市镇中排名第29,768位（2022年）。
瓦夫尔城位于默兹省东部，A4高速公路和省道D908线在此交汇。

## 地名来源

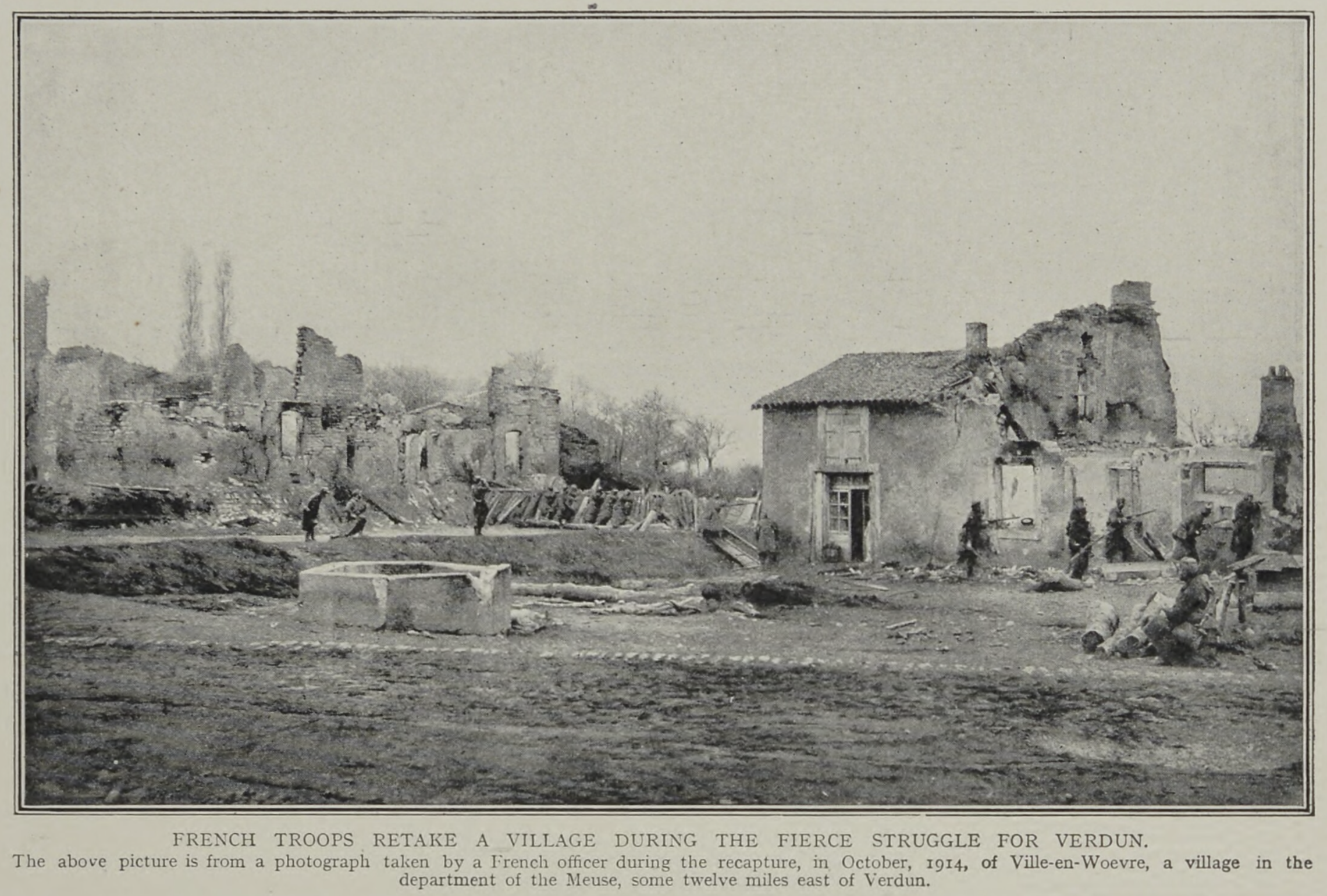
一战期间被炸毁的瓦夫尔城

根据当地市镇公共社区网站的论述，“Ville-en-Woëvre”一名最初于公元1049年以“in Villam”的形式被记载，“Woëvre”一名可能出自日耳曼人名“Waldo”。

## 历史
瓦夫尔城的早期历史尚不清楚。根据当地市镇公共社区网站的论述，瓦夫尔城境内最初于公元十二世纪出现民居，至1581年时共有居民72户。1604年，瓦夫尔城的一户贵族在城外修建阿农塞勒城堡。法国大革命后，瓦夫尔城成为默兹省的一个市镇。至十九世纪以来，瓦夫尔城人口数量逐年下降。第一次世界大战期间，瓦夫尔城遭到严重破坏，当地多处房屋被毁。

## 地理

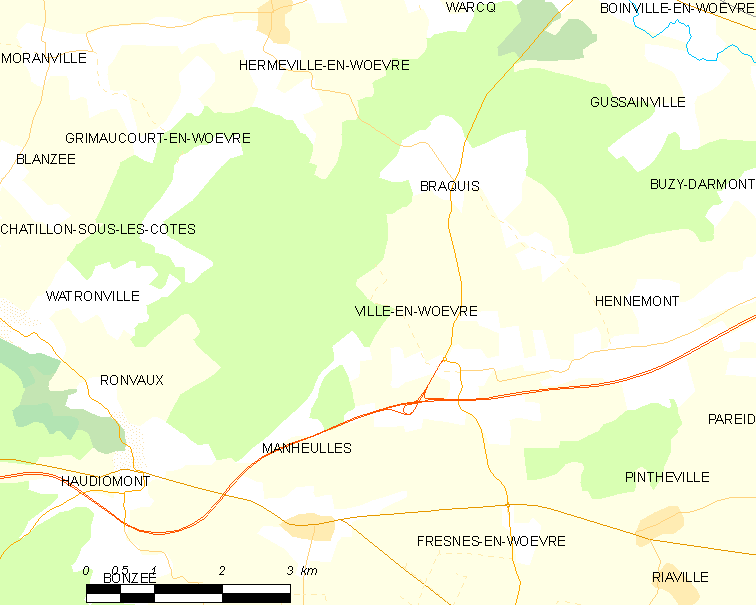
瓦夫尔城市镇范围地图

瓦夫尔城位于法国东北部，大东部大区北部和默兹省东部，距离省会巴勒迪克大约70公里。与瓦夫尔城接壤的市镇包括：布拉基、瓦夫尔地区弗雷讷、瓦夫尔地区格里莫库尔、瓦夫尔地区埃梅维尔、埃讷蒙、马讷勒和潘特维尔。

### 地形
瓦夫尔城位于瓦夫尔地区腹地，境内以浅丘为主，市镇中心位于一处台地顶部，整体地势呈现为中间高南北低的形态，全境海拔在202到246米之间。

### 水文
瓦夫尔城位于摩泽尔河流域范围内，勒纳努河（La Renanoue）自西向东流经市镇北界，雷讷塞勒河（La Renneselle）则发源于市镇范围西南部并向东流出市境。

### 植被
瓦夫尔城属于温带阔叶混交林区，林地散落分布于河流附近及坡地地带，市镇东南部为阿农塞勒树林（Bois d'Hanoncelles）。
在鲜花城市的评比中，瓦夫尔城暂未被评级。

### 自然灾害
瓦夫尔城的地震危险度等级为1级，属于极低危险；氡辐射等级为1级，属于低危险。1982至2025年4月间，瓦夫尔城境内共发生4次有记录的自然灾害，其中2次洪涝，1次干旱。

### 气候
瓦夫尔城在柯本气候分类法中属于带有一定大陆性气候特征的温带海洋性气候（Cfb）。

## 行政区划
瓦夫尔城的市镇编号为55557，邮政编号为55160。
在行政管理方面，瓦夫尔城隶属于法国大东部大区默兹省凡尔登区；在地方选举方面，瓦夫尔城隶属于埃坦县，其市镇范围全境被划入默兹省第二选区；在社会管理方面，瓦夫尔城是瓦夫尔地区弗雷讷地区市镇公共社区的组成部分。
截至2025年4月，瓦夫尔城市镇范围内暂无任何安全优先街区及城市政策优先街区。
法国国家统计与经济研究所（简称“INSEE”）在进行数据统计时，未将瓦夫尔城划入任何城市核心区（Unité urbaine）及辐射区（Aire d'attraction）。此外，INSEE还将瓦夫尔城市镇整体看作一个“块区”（IRIS），以便于统计人口分布情况。

## 交通

### 公路
A4高速公路经过瓦夫尔城并设有出入口；另有默兹省省道D908线纵贯瓦夫尔城镇中心。大东部大区城际客运（商业名称为“Fluo Grand Est”）下属的默兹省城际客运部分校车班次经停瓦夫尔城，可通往周边部分学校。
2021年，73.2%的瓦夫尔城家庭拥有至少一辆私人汽车。2023年，瓦夫尔城境内共发生各类交通事故1起，造成2人受伤，其中1人重伤。
| 30 | 1 |

| 巴勒迪克 | 71 |

| 凡尔登 | 24 |

| 埃坦 | 11 |

### 铁路
距离瓦夫尔城最近的运营中的客运铁路车站为11公里外的埃坦站，该站停靠往返于凡尔登和梅斯一线的区域列车。

### 航空
瓦夫尔城距离梅斯-南锡-洛林机场的高速公路里程大约84公里。

### 城市公共交通
截至2025年4月，瓦夫尔城暂无城市公共交通系统。

## 政治

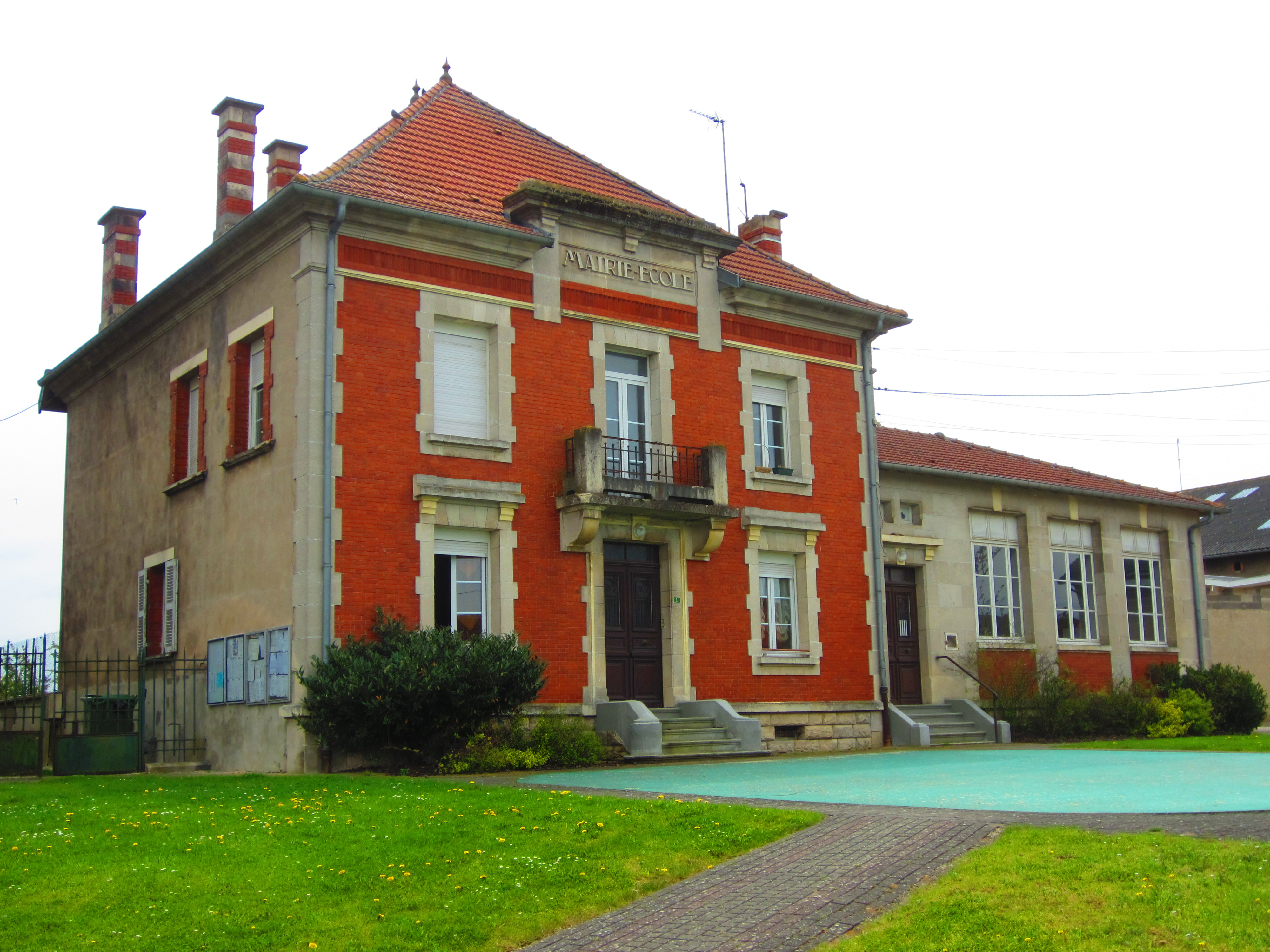
瓦夫尔城市政厅

瓦夫尔城的现任市长为迪迪埃·亚历山大先生（Didier ALEXANDRE），他的党籍不详，在2020年的市政选举中获得了100%的支持率（无其他候选人）。
在2022年的法国总统大选的第二轮选举中，法国极右翼政党国民阵线主席玛丽娜·勒庞在瓦夫尔城获得了50.65%的支持率。

## 人口
2022年，瓦夫尔城市镇人口数量为130，在法国排名第29,768位。其中男性60人，女性67人，75岁及以上人口占9.5%，外籍人口数量为1人，人口密度为9人/平方公里，当地居民暂无官方称谓。2015至2021年间，瓦夫尔城的人口增长率为0.0%。2022年，瓦夫尔城境内出生4人，死亡人口1人。
| 瓦夫尔城1901年－2022年人口变化情况 |
|                                    |
| 数据来源：Cassini、INSEE           |

## 经济
INSEE于2020年将瓦夫尔城划入凡尔登就业区（Zone d'emploi de Verdun），并又于2022年将其划入凡尔登生活区（Bassin de vie de Verdun）。截至2022年底，瓦夫尔城市镇范围内共有各类用人单位（包含自雇）23家，比上一年同期新增2家。

## 财政与居民收入
2023年，瓦夫尔城的财政收入总额为137,450欧元，财政支出总额为71,660欧元，当年的债务总额为186,730欧元。2023年，瓦夫尔城市镇通过增值税获得0欧元的收入，此外当地还共获得了155,320欧元的国家直接财政补助。
| 瓦夫尔城居民收入情况                                                                               | 瓦夫尔城居民收入情况 | 瓦夫尔城居民收入情况 | 瓦夫尔城居民收入情况 |
| 内容                                                                                               | 瓦夫尔城             | 默兹省               | 法國                 |
| -------------------------------------------------------------------------------------------------- | -------------------- | -------------------- | -------------------- |
| 居民平均时薪                                                                                       | 不详                 | 14.2欧元（2022年）   | 17欧元（2022年）     |
| 高级职员人均时薪                                                                                   | 不详                 | 24.5欧元（2022年）   | 29.1欧元（2022年）   |
| 中级职员人均时薪                                                                                   | 不详                 | 16欧元（2022年）     | 16.6欧元（2022年）   |
| 普通职员人均时薪                                                                                   | 不详                 | 11.5欧元（2022年）   | 12.1欧元（2022年）   |
| 工人人均时薪                                                                                       | 不详                 | 12.7欧元（2022年）   | 12.5欧元（2022年）   |
| 贫困率                                                                                             | 不详                 | 14.8%（2021年）      | 14.5%（2021年）      |
| 青壮年（15至64岁）失业率                                                                           | 7.4%（2021年）       | 11.7%（2021年）      | 10.4%（2021年）      |
| 家庭总数                                                                                           | 60（2022年）         | 160（2022年）        | 1,160（2022年）      |
| 征税家庭数量占比                                                                                   | 44.3%（2023年）      | 47%（2022年）        | 44.8%（2022年）      |
| 家庭年均纳税                                                                                       | 2,800欧元（2023年）  | 2,337欧元（2022年）  | 4,481欧元（2022年）  |
| *注：INSEE未公布2,000人口以下市镇的部分经济数据。 资料来源：INSEE、L'Internaute、Le Journal du Net |                      |                      |                      |

## 社会事务

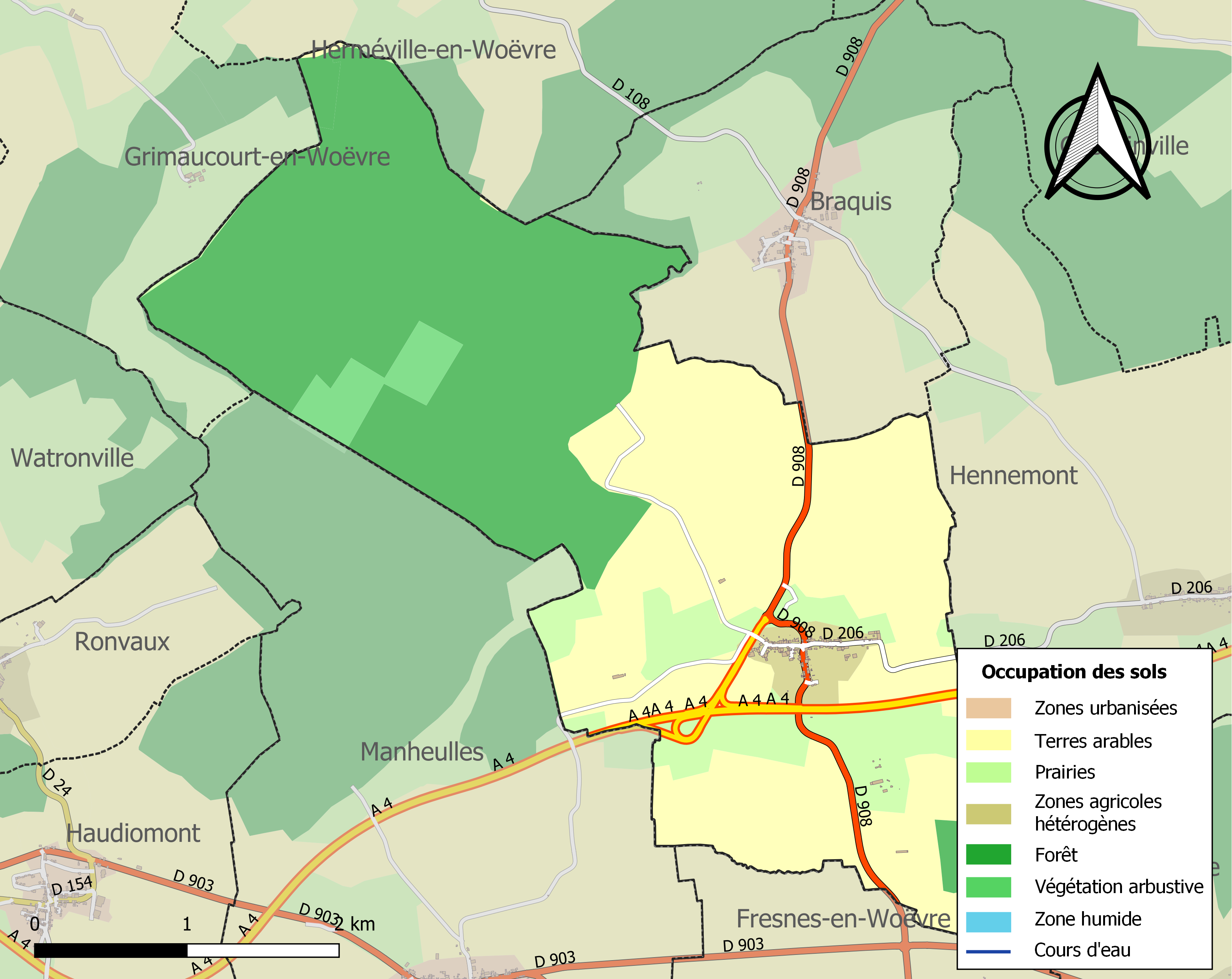
瓦夫尔城土地利用情况地图

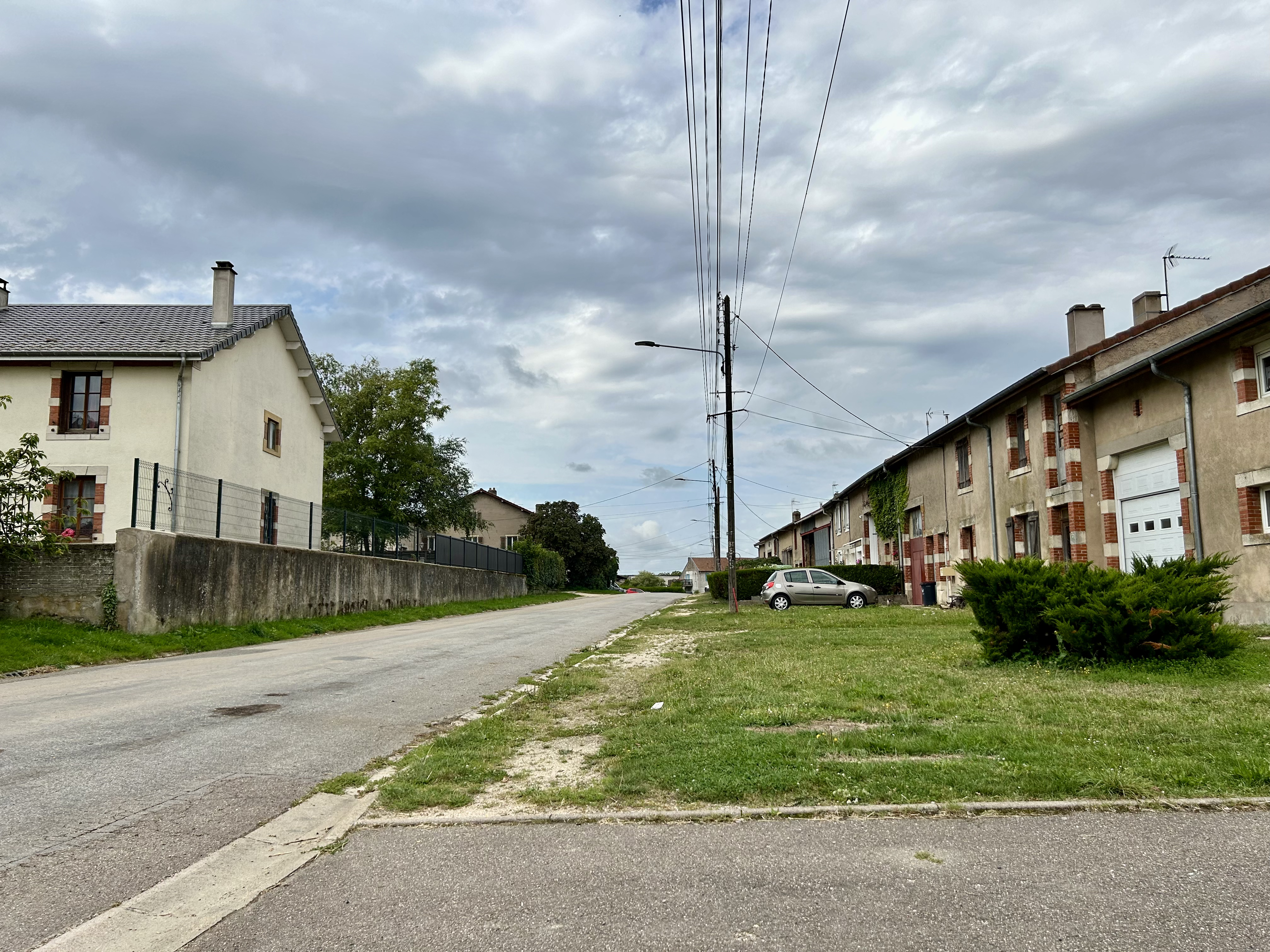
拉佩街两侧的民居

### 教育
瓦夫尔城属于南锡-梅斯学区。截至2021年1月1日，瓦夫尔城境内暂无任何教育机构。

### 医疗
截至2023年1月1日，瓦夫尔城境内暂无任何医疗机构及相关从业人员。
距离瓦夫尔城最近的区域性医疗机构为凡尔登-圣米耶勒市际中心医院（Centre Hospitalier intercommunal Verdun - Saint-Mihiel），其主病区圣尼古拉医院（Hôpital Saint-Nicolas）位于凡尔登市区南部，距离瓦夫尔城市区的正常车程大约21分钟（经高速公路），该院设有床位366个，是凡尔登区内规模最大的公立综合性医院。

### 住房
2021年，瓦夫尔城境内共有各类住房71套，其中93.0%为独立式住宅，5.6%为集中式住宅。常住房屋占瓦夫尔城市镇范围内居民建筑总量的81.7%。2023年，瓦夫尔城的居住税率为5.42%，不动产税率为30.19%（其中空置土地的不动产税率为10.72%）。
在住房保障政策方面，2023年，瓦夫尔城境内共有15户家庭获得了家庭津贴补助，受益人数占总人口数量的11.5%，其中0份为房租补助。

### 商业
2021年，瓦夫尔城境内共有各类实体商铺2家。

### 体育
2021年，瓦夫尔城境内暂无任何体育设施。
截至2025年4月，瓦夫尔城境内暂无任何注册足球俱乐部。

### 环境
瓦夫尔城的环境事务由其所属的瓦夫尔地区弗雷讷地区市镇公共社区联合各级政府协调负责。2021年，瓦夫尔城境内暂无污染企业。

### 治安
2023年，瓦夫尔城市镇范围内累计记录各类案件3起，其中盗窃类案件0起，人身侵犯类案件0起，毒品交易类案件2起。

## 文化

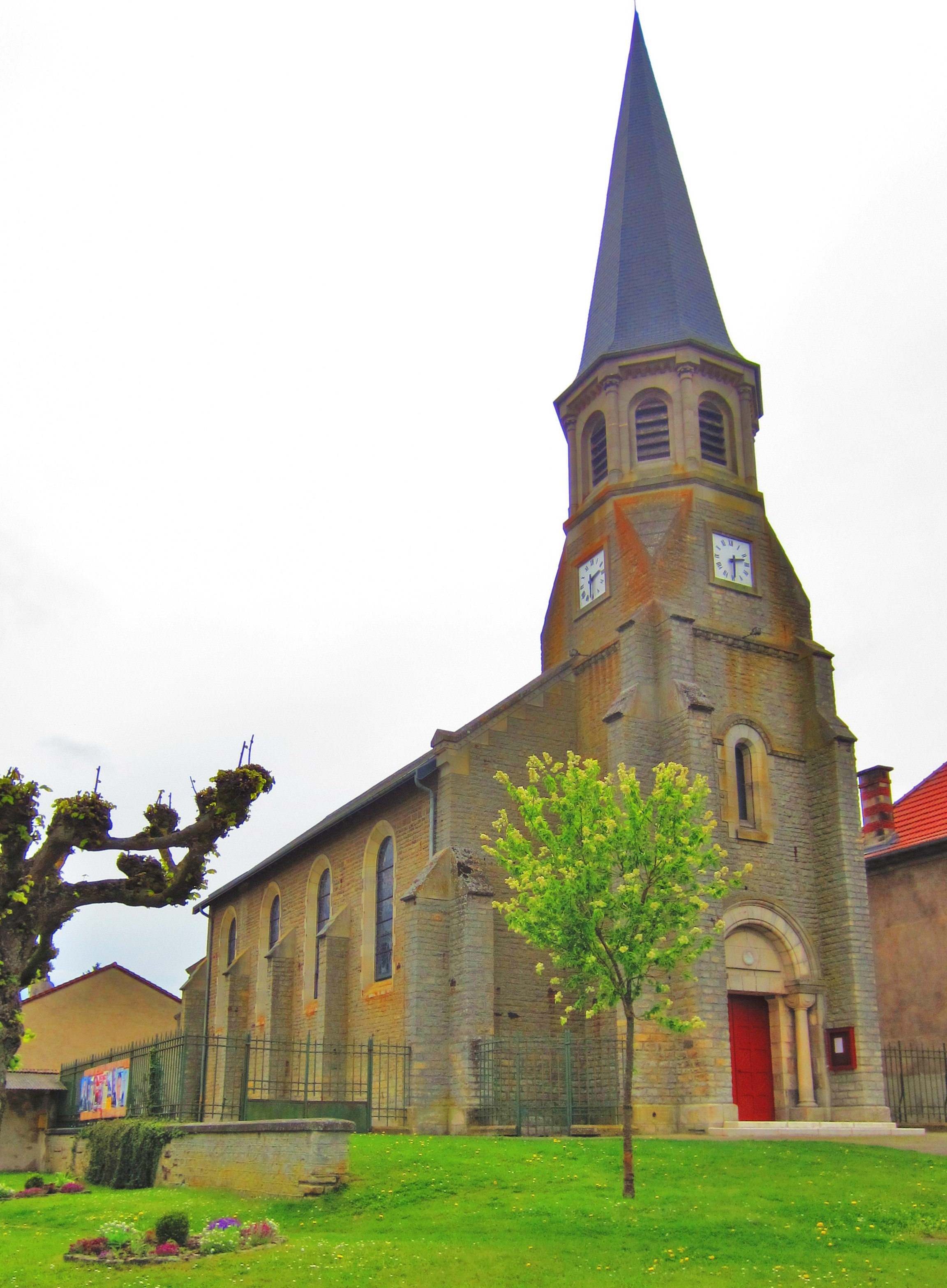
圣瓦纳教堂

2021年，瓦夫尔城境内暂无任何文化设施。

### 建筑
截至2025年4月，瓦夫尔城境内共有1处建筑被列入法国国家文物保护单位，为阿农塞勒城堡（Château d'Hannoncelles），此外当地镇中心的圣瓦纳教堂（Église Saint-Vanne）也是当地的一处地标性建筑物。

### 旅游
瓦夫尔城的旅游事务由其所属的瓦夫尔地区弗雷讷地区市镇公共社区联合各级政府协调负责。2024年，瓦夫尔城境内暂无任何常规游客接待设施。

### 媒体
法国主要的媒体均可在瓦夫尔城接收，法国电视三台下属的大东部大区频道在部分时段播出瓦夫尔城所在默兹省的地方新闻。《东部共和党人报》、《默兹资讯》杂志（Meuz’Info）、默兹省广播（Meuse FM）等为当地主要的地方性媒体。

## 友好城市
截至2025年4月，瓦夫尔城暂未建立任何友好城市关系。